# Евзой (візантійський єпископ)
Евзой  (грец. Εὐζώιος — Візантійський єпископ у 148–154 роках.
Обійняв посаду після єпископа Афінодора. Під час його єпископства продовжувались переслідування християн римським імператором Антоніном Пієм.
Наступником Евзоя став Лаврентій.